# Площа Сан-Мартіна (Буенос-Айрес)
Площа Сан-Марті́на (ісп. Plaza San Martín) — головна площа і основна зелена зона буенос-айреського району Ретіро. 1942 року отримала статус національної історичної пам'ятки. Розташована між вулицями Санта-Фе, Есмеральда, Ареналес, Майпу, Лібертадор і Флорида.

## Історія
14 жовтня 1801 року на місці, де зараз Площа Сан-Мартіна, було відкрито арену для бою биків, яка вміщала 10 тисяч осіб. Вона працювала до 1819 року.
Під час англійських вторгнень у Буенос-Айрес у 1806-1807 роках площа стала місцем запеклих боїв, відтак після перемоги аргентинців над загарбниками вона стала називатися Площа Слави.
З 1812 року на площі розташовувалися казарми гренадерів Хосе де Сан-Мартіна, завдяки чому вона отримала назву Марсове поле. 1878 року на честь сторіччя з дня смерті Сан-Мартіна площа отримала його ім'я.
1860 року було оголошено конкурс на найкращий проект площі, який виграв інженер Хосе Канале. Згідно з його планом площа була засаджена деревами, а 1862 року було встановлено кінну статую Сан-Мартіна. 1874 року вона була перебудована Еженом Куртуа.
Нинішнім виглядом площа Сан-Мартіна завдячує Карлосу Леону Тайсу, який перепланував її 1936 року. Площа була суттєво збільшена завдяки знесенню деяких навколишніх будівель, зокрема павільйону Національного музею витончених мистецтв.
Декретом № 122.096 від 9 червня 1942 року площу Сан-Мартіна було названо національною історичною пам'яткою.
2009 року на площі відбувалася грандіозна виставка 140 скульптур United Buddy Bears, створених митцями з 140 різних країн.

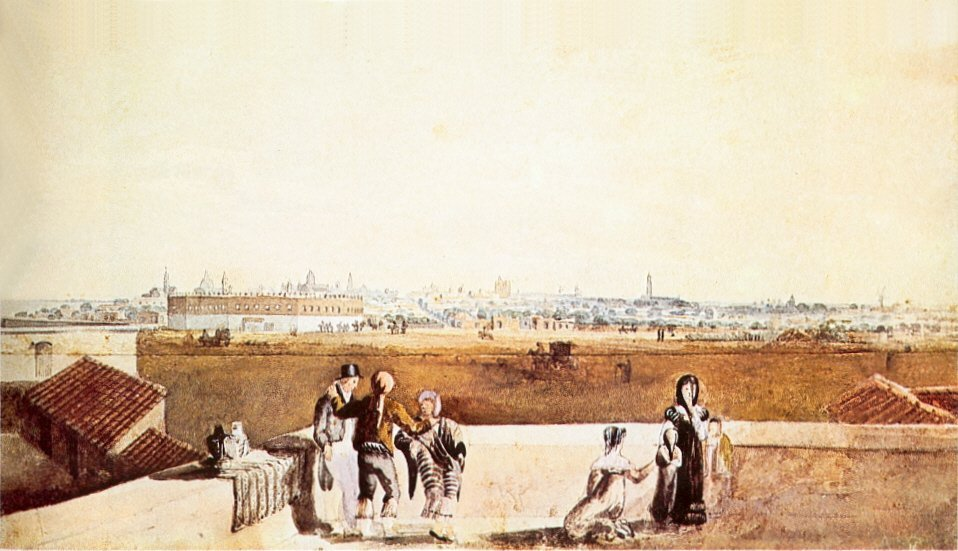
Арена для бою биків (1817)
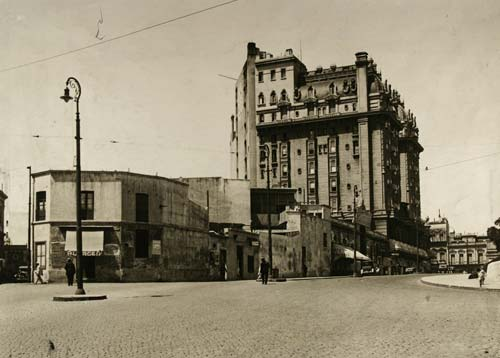
Площа Сан-Мартіна (1926)
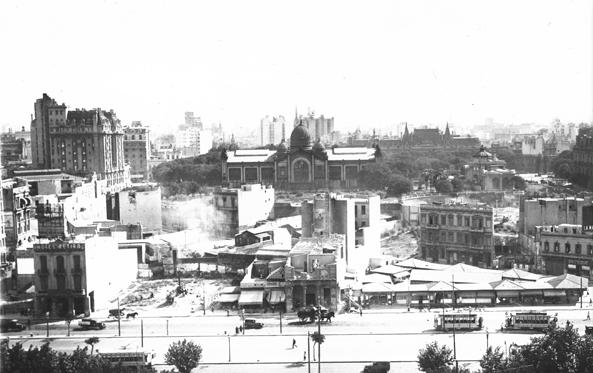
Реконструкція площі (1932)
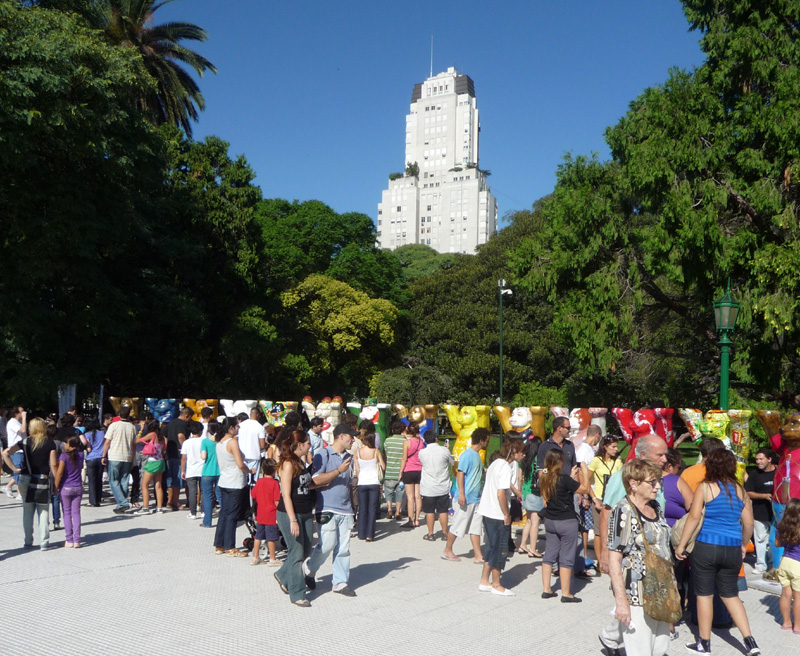
United Buddy Bears (2009)

## Опис
На площі Сан-Мартіна розміщені декілька монументів:
- Пам'ятник генералу Сан-Мартіну і війську борців за незалежність складається з бронзової кінної статуї Сан-Мартіну на гранітному п'єдесталі і чотирьох фігур, які символізують важливі події у війні за незалежність американських колоній: перехід через Анди, проголошення незалежності Перу, битва при Сальті і взяття Монтевідео. Статуя Сан-Мартіна є роботою французького скульптора Луї Жозефа Дома 1862 року, а решта фігур — німця Густава Еберлейна 1910 року.

- Пам'ятник полеглим на Мальвінах — кенотаф, присвячений загиблим у війні на Мальвінських (Фолклендських) островах 1982 року. Споруджений у північно-західній частині площі. Складається з 25 пластин з чорного мармуру, на яких написані імена 649 солдатів.

- Сумнів — мармурова скульптурна композиція Шарля Кордьє, який зображає молодого хлопця з біблією з сумнівом на обличчі і старшого чоловіка, який про щось каже молодому. Встановлена 1905 року.

- Hito de la Argentinidad — меморіальний камінь на честь перемоги над англійськими загарбниками у 1806—1807 роках.

У 1971-2009 роках на площі був розташований так званий Каталанський фонтан, який було подаровано місту каталанською громадою. 2009 року його було перенесено до парку Рівадавії.
На площі висаджено багато дерев, зокрема омбу, пальми (Phoenix, Syagrus, Canariensis), липи, верби, сосни, магнолії, сейби, араукарії, жакаранди, евкаліпти, ібіра. 

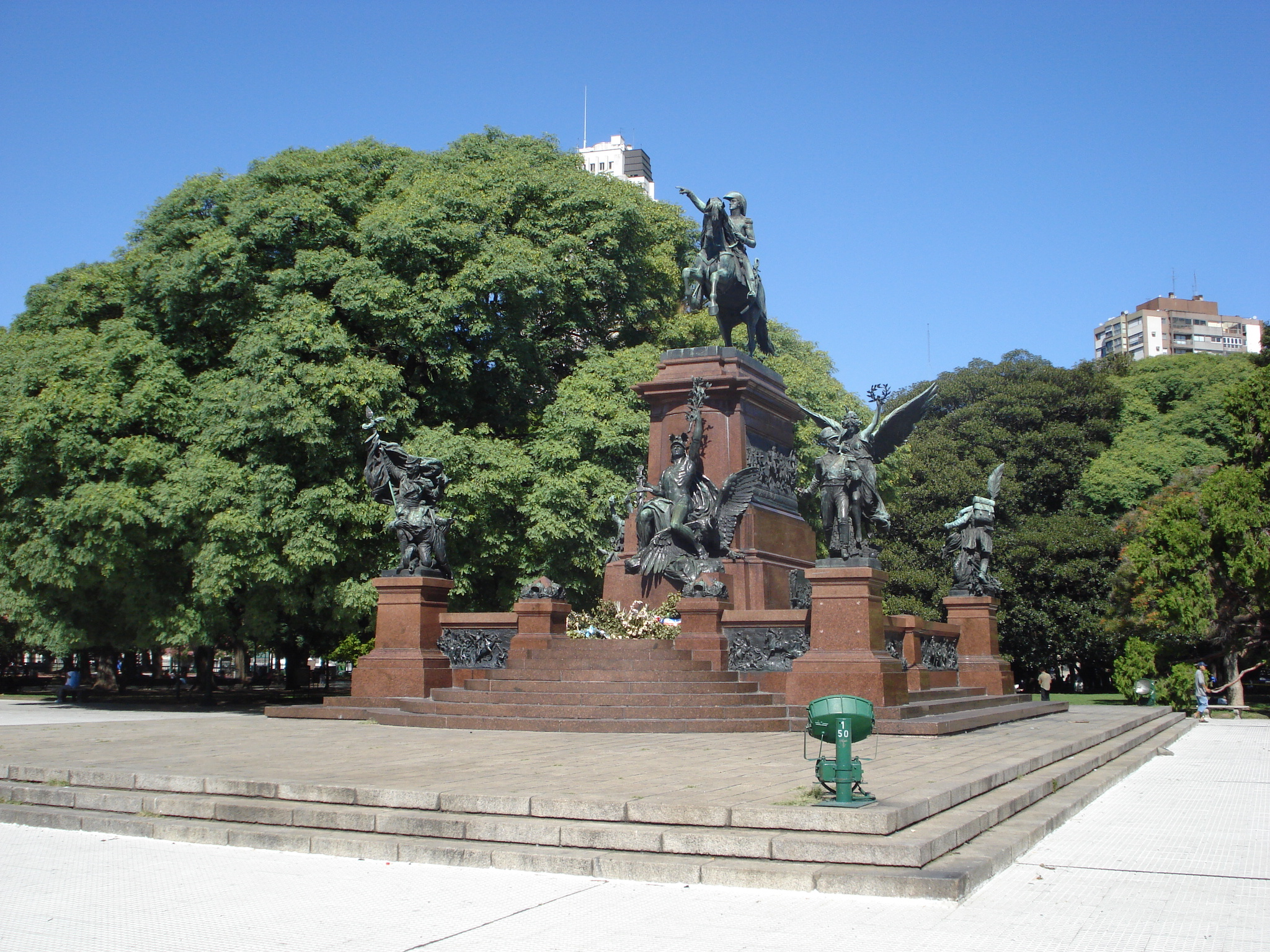
Пам'ятник генералу Сан-Мартіну і війську борців за незалежність
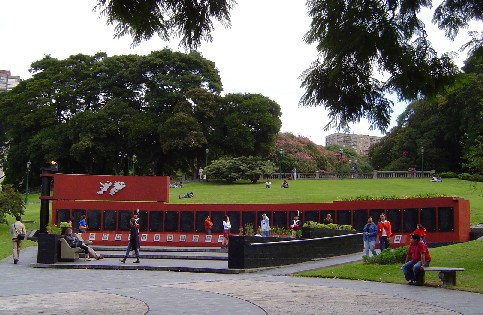
Пам'ятник полеглим на Мальвінах
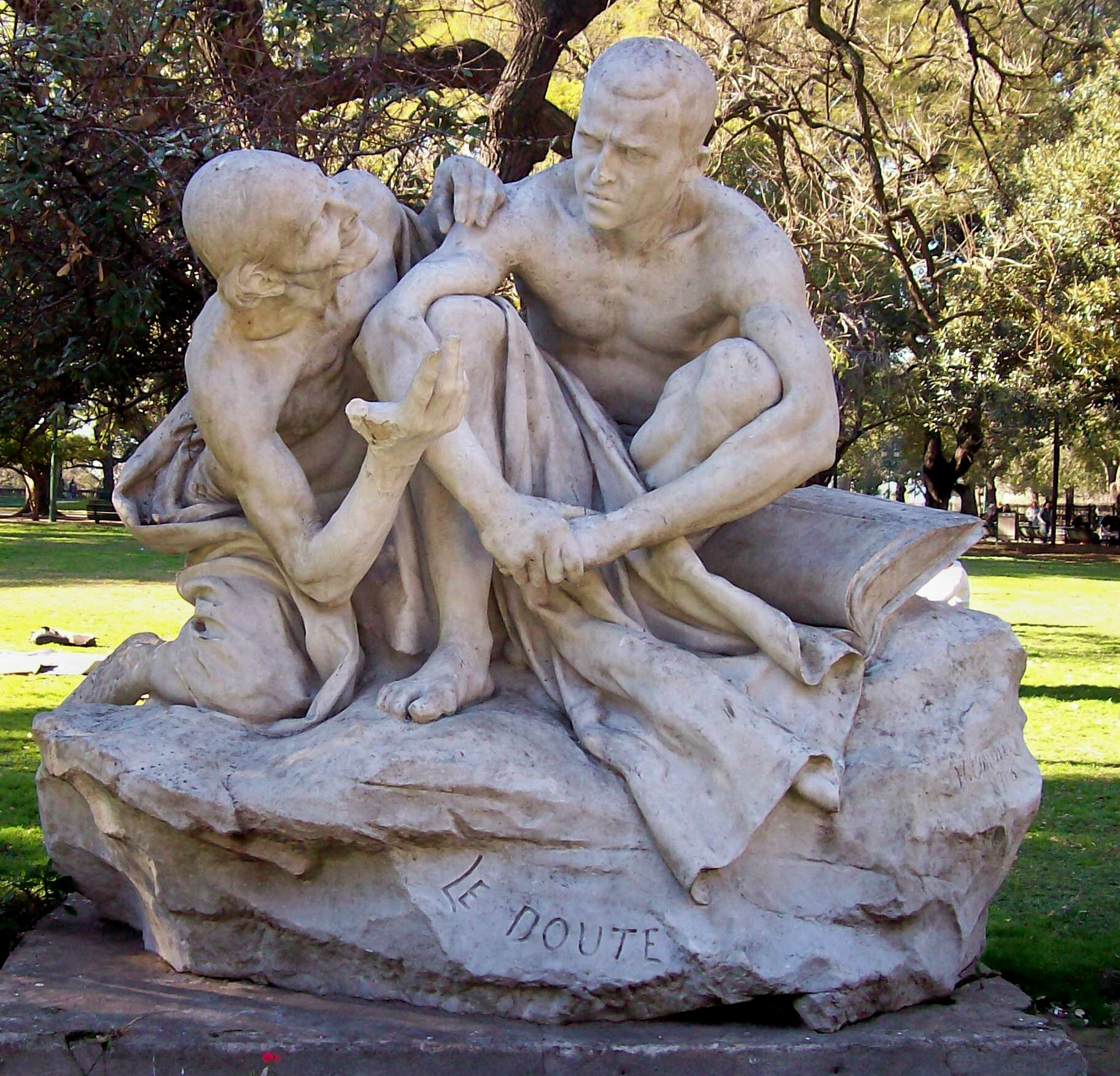
Сумнів
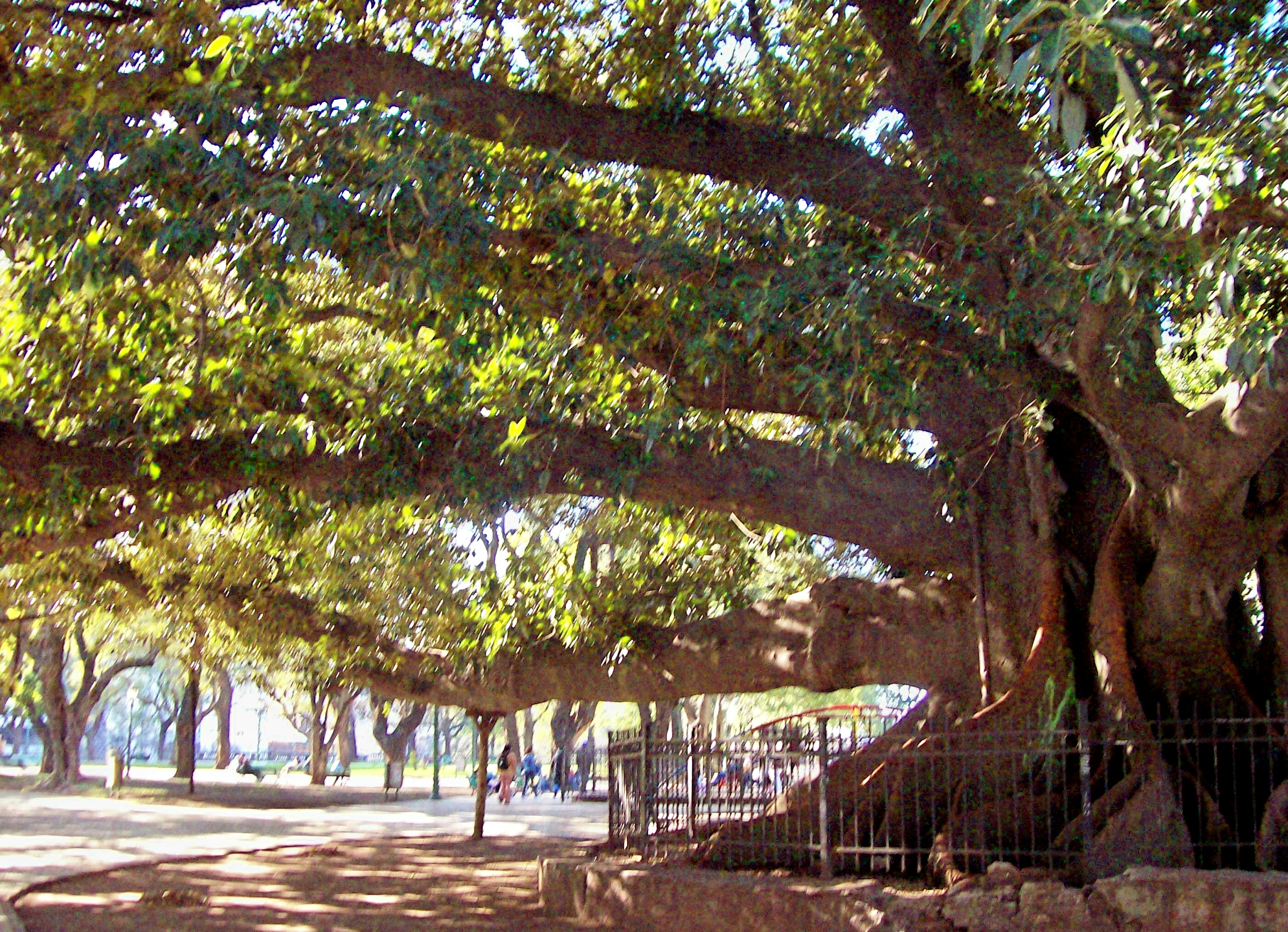
Каучукове дерево на площі